# Disquiet
Disquiet is een Nederlandse metalband uit Utrecht. De stijl van de band wordt omschreven als Bay Area-georiënteerde thrashmetal met invloeden uit Europese melodieuze deathmetal.

## Geschiedenis
Disquiet werd opgericht in maart 2000 door Fabian Verweij (gitaar) en Arthur Stam (drums). Nog hetzelfde jaar verscheen de eerste demo, Above the Law.
In 2002 kwamen zanger Jerry Orie (Cypher) en bassist Alex Veliz in de band en kreeg Disquiet naast een zwaardere sound ook meer Zuid-Amerikaanse invloeden in de muziek. Dit is te horen op de tweede demo, The Plague (2002).
Voortdurende veranderingen in de bezetting en andere tegenslagen resulteerden echter in jarenlange stilte. De band leek een stille dood gestorven.
In 2007 werd Disquiet gereorganiseerd. Rond die tijd kwam bassist Harry van Breda (Bodyfarm, Detonation, Grafjammer, I Chaos) in de band en in 2008 nam Disquiet de promo Hate Incarnate op. 
In januari 2012 lanceerde de band haar eerste volledige album Scars Of Undying Grief, geproduceerd door Tommie Bonajo.
Koen Romeijn (Engorge, Detonation, Apophys, Heidevolk) kwam in 2012 bij de band. Disquiet deed een flink aantal concerten en won onder meer een optreden op Wacken Open Air. In 2013 en 2014 werden shows in Duitsland, Luxemburg, België en Suriname (Zuid-Amerika) aan de lijst toegevoegd.
In januari 2016 werd het tweede album The Condemnation wereldwijd uitgebracht door Soulseller Records.
In 2022 werd het derde album Instigate to Annihilate uitgebracht, wederom door Soulseller Records.

## Bandleden

### Huidige leden
- Sean Maia - zang (2003-heden)
- Arthur Stam - drums (2000-heden)
- Fabian Verweij - gitaar (2000-heden) , Legion of the Damned
- Menno Ruijzendaal - gitaar (2003-2005, 2007-heden), X-Tinxion, ex-Brain Damage
- Kornee Kleefman - basgitaar (2023-heden), X-Tinxion

### Voormalige leden
- Frank van Boven - basgitaar (2015-2023), ex-Bloodgod
- Koen Romeijn - basgitaar (2012-2015), Detonation, Heidevolk
- Waldo Kloor - basgitaar (2009-2012)
- Harry van Breda - basgitaar (2008), ex- ichaos
- Timothy Tseng - gitaar (2005-2007)
- Jerry "Pioko" Orie - zang (2002-2003), basgitaar (2003-2007)
- Alex Veliz - basgitaar (2002-2003)
- Leon van Melsen - zang, gitaar (2000)
- Erwin Struyk - zang (2000-2002)
- Bram Otto - ritmegitaar (2000-2003)
- Koen de Jong - basgitaar (2000-2002)

## Discografie
- Above the Law (2000, demo)
- The Plague (2002, demo)
- Hate Incarnate (2008, ep)
- Scars of Undying Grief (2012)
- The Condemnation (2016)
- Instigate to Annihilate (2022)